# Lepilemur wrighti
Il lepilemure di Wright (Lepilemur wrighti Louis, 2006) è una specie di lemure recentemente scoperta, endemica del Madagascar.
Deve il nome della specie a Patricia Wright, studiosa e finanziatrice di progetti di ricerca in Madagascar.

## Descrizione

### Dimensioni
Misura 52–64 cm di lunghezza, pur rimanendo solitamente al di sotto dei 60 cm: di questi, poco meno della metà vanno attribuiti alla coda.

### Aspetto
Il pelo è rosso-ruggine nella zona dorsale e giallo zolfo in quella ventrale. Sono presenti sfumature grigie sugli arti e sulla coda. Anche la testa è color grigio scuro.
Le parti nude del corpo (orecchie, mascherina attorno a occhi e muso, zampe, ano) sono rosate.
Gli occhi sono piccoli e di color rosso scuro.

## Distribuzione e habitat
La specie è diffusa nella zona sud-orientale dell'isola, e il suo areale ricade in gran parte all'interno della riserva speciale di Kalambatritra, nell'area compresa fra le sorgenti dei fiumi Mananara a est,  Onilahy a ovest, e Mandrare a sud.
Popola le zone di foresta pluviale pedemontana.